# Graus maçônicos
Graus maçônicos é o nome atribuído a uma hierarquia escalonada de evolução dentro dos Ritos existentes dentro da Maçonaria.
A maçonaria é uma associação que busca o aperfeiçoamento intelectual e social do homem, e que realiza seu intento dentro de uma estrutura que se organiza em ritos, estes são divididos escalonadamente em "graus".
A divisão em graus foi herdada das guildas medievais.
Essa divisão comporta duas estruturas: os graus simbólicos e os graus filosóficos denominados por vezes noutros ritos como no Rito Francês ou Moderno por Ordens.

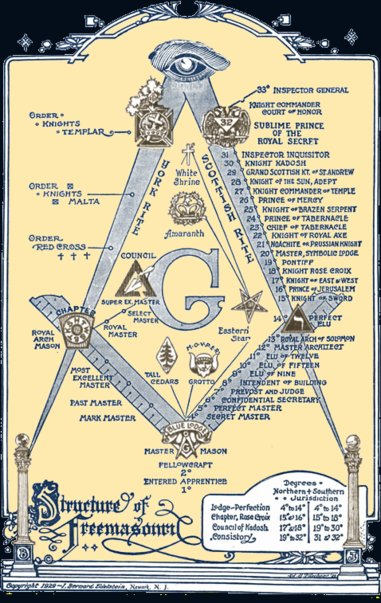
Diagrama dos dois maiores ritos maçônicos nos EUA

## Graus simbólicos
Os graus simbólicos são atribuídos universalmente em todas Obediências Maçônicas por Lojas Simbólicas, também denominadas de Lojas de São João ou Lojas Azuis, estes graus são sempre atribuídos nestas Respeitáveis Lojas independentemente da Obediência Maçônica a que respeite e o seu ritual, os ensinamentos simbólicos e iniciáticos transmitidos são muito semelhantes. Assim a Maçonaria embora praticando vários ritos, tem uma principal característica que é o reconhecimento, em todos eles, dos três primeiros graus, havendo diferenças após o grau de Mestre Maçom.
- 1) Aprendiz Maçom

O Aprendiz deve, acima de tudo, saber aprender. É o primeiro contato com o Simbolismo Maçônico. Aprende as funções de cada um no templo e sempre busca o desenvolvimento das virtudes e a eliminação dos vícios. Muitos maçons antigos afirmam que este é o mais importante de todos os graus.
- 2) Companheiro Maçom

A fase de Companheiro propicia ao maçom um excepcional conhecimento de símbolos, além de avanços ritualísticos e desenvolvimento do caráter.
- 3) Mestre Maçom

É o chamado grau da plenitude maçônica. No âmbito do Simbolismo (Lojas Simbólicas) é o grau mais elevado que permite ocupar quaisquer cargos. O Mestre possui conhecimentos elevados da história e objetivos maçônicos.

## Graus Filosóficos e Ordens de Sabedoria

### Altos Graus (ou Graus Filosóficos) doRito Escocês Antigo e Aceito
Os graus a seguir referem-se exclusivamente ao Rito Escocês Antigo e Aceito:
Inefáveis (Lojas de Perfeição)
- 4) Mestre Secreto
- 5) Mestre Perfeito
- 6) Secretário Íntimo ou Mestre por Curiosidade
- 7) Preboste e Juiz
- 8) Intendente dos Edifícios
- 9) Cavaleiro Eleito dos Nove
- 10) Cavaleiro Eleito dos Quinze
- 11) Sublime Cavaleiro dos Doze
- 12) Grão-mestre Arquiteto
- 13) Cavaleiro do Real Arco
- 14) Perfeito e Sublime Maçom

Capitulares (Capítulos Rosa-Cruzes)
- 15) Cavaleiro Do Oriente
- 16) Príncipe de Jerusalém (Grande Conselheiro)
- 17) Cavaleiro do Oriente e do Ocidente
- 18) Cavaleiro Rosa-Cruz ou Cavaleiro Águia Branca

Filosóficos (Areópagos ou Conselhos de Kadosch)
- 19) Grande Pontífice ou Sublime Escocês
- 20) Soberano Príncipe da Maçonaria ou Mestre "ad vitam"
- 21) Cavaleiro Prussiano ou Noaquita
- 22) Cavaleiro Real Machado ou Príncipe do Líbano
- 23) Chefe do Tabernáculo
- 24) Príncipe do Tabernáculo
- 25) Cavaleiro da Serpente De Bronze
- 26) Príncipe da Mercê ou Escocês Trinitário
- 27) Grande Comendador do Templo
- 28) Cavaleiro do Sol ou Príncipe Adepto
- 29) Grande Cavaleiro Escocês de Santo André da Escócia ou Patriarca das Cruzadas
- 30) Grande Inquisitor, Cavaleiro Kadosch ou Cavaleiro da Águia Branca e Negra

Administrativos (Consistórios de Príncipes do Real Segredo)
- 31) Grande Juiz Comendador ou Inspetor Inquisidor Comendador
- 32) Sublime Cavaleiro do Real Segredo ou Soberano Príncipe da Maçonaria

Supremo Conselho
- 33) Soberano Grande Inspector-Geral

### Graus Superiores doRito Escocês Retificado
Maçonaria Verde (ou de Santo André ou Ordem Intermediária)
- Mestre Escocês de Santo André

Maçonaria Branca (ou Ordem Interior)
- Escudeiro Noviço;
- Cavaleiro Benfeitor da Cidade Santa

### Ordens de Sabedoria doRito Francês ou Moderno
Assim o conjunto dos altos graus (ou graus filosóficos) deste rito, compreende cinco Ordens de Sabedoria, a saber:
- 1ª  Ordem: Eleito Secreto - 4º grau
- 2ª Ordem: Eleito Escocês - 5º grau
- 3ª Ordem: Cavaleiro da Espada ou Cavaleiro do Oriente - 6º grau
- 4ª Ordem: Cavaleiro Rosa-Cruz - 7º grau
- 5ª Ordem: Cavaleiro Kadosch Filosófico ou Cavaleiro da Águia Branca e Preta - 8º grau
- 5ª Ordem: Cavaleiro da Sapiência ou Grande Inspetor - 9º grau

As equivalências entre o Rito Francês ou Moderno e os outros Ritos

### Graus e Ordens Superiores doRito de York[3][4]
Capítulo do Real Arco
- 4) Mestre de Marca
- 5) Past Master (Mestre Passado)
- 6) Mui Excelente Mestre
- 7) Maçom do Real Arco

Conselho Críptico
- 8) Mestre Real
- 9) Mestre Eleito
- 10) Super Excelente Mestre

Comanderia de Cavaleiros Templários
- 11) Ordem da Cruz Vermelha
- 12) Ordem de Malta
- 13) Ordem do Templo (Cavaleiro Templário)

Cabe salientar que existe uma diferença entre o REAL ARCO (descrito acima), que é dos EUA, e o ARCO REAL (ou SAGRADO ARCO REAL), inglês. 
O Sagrado Arco Real é considerado pela Grande Loja Unida da Inglaterra como um grau "paralelo" (como se fosse uma pós-graduação), sendo concedido a Mestres Maçons. Isto também se aplica ao grau de Mestre de Marca. Ou seja, na Inglaterra você pode ser Maçom do Arco Real sem ser Mestre de Marca, fato impraticável no REAL ARCO onde ele representa o primeiro degrau da escada para se alcançar o grau de Maçom do Real Arco.

Desta forma, podemos ter uma situação inusitada: apesar do REAL ARCO e do ARCO REAL se reconhecerem e relacionarem, todos os Mestres do Real Arco podem frequentar as reuniões de Mestre do Arco Real e Mestre de Marca, porém o Mestre do Arco Real só poderá frequentar reuniões de Mestre do Real Arco americano, a não ser que possua o grau de Mestre de Marca também. Mas, de qualquer forma,  não poderá frequentar reuniões de Past Master  ou de Mui Excelente Mestre americanos, por não possuírem estes graus.